# Mirror Ball – Live & More
Mirror Ball – Live & More es un álbum en vivo de la banda británica Def Leppard, lanzado el 7 de junio de 2011. Incluye tres nuevas canciones de estudio entre las grabaciones en directo, tomadas de conciertos entre 2008 y 2009.

## Lista de canciones

### CD 1
1. Rock! Rock! (Till You Drop) (Steve Clark, Rick Savage, Robert Lange, Joe Elliott) – 3:55
2. Rocket (Joe Elliott, Phil Collen, Steve Clark, Rick Savage, Robert Lange) – 4:29
3. Animal (Joe Elliott, Phil Collen, Steve Clark, Rick Savage, Robert Lange) – 4:02
4. C'mon C'mon (Rick Savage) – 4:00
5. Make Love Like a Man (Joe Elliott, Phil Collen, Steve Clark, Robert Lange) – 5:56
6. Too Late for Love (Joe Elliott, Pete Willis, Steve Clark, Rick Savage, Robert Lange) – 5:17
7. Foolin'  (Joe Elliott, Steve Clark, Robert Lange) – 5:06
8. Nine Lives (Phil Collen, Joe Elliott, Tim McGraw) – 3:35
9. Love Bites (Joe Elliott, Phil Collen, Steve Clark, Rick Savage, Robert Lange) – 7:28
10. Rock On (David Essex) – 5:10

### CD 2
1. Two Steps Behind (Joe Elliott) – 4:29
2. Bringin' On the Heartbreak (Joe Elliott, Pete Williams, Steve Clark) – 5:08
3. Switch 625 (Steve Clark) – 4:14
4. Hysteria (Joe Elliott, Phil Collen, Steve Clark, Rick Savage, Robert Lange) – 6:20
5. Armageddon It (Joe Elliott, Phil Collen, Steve Clark, Rick Savage, Robert Lange) – 5:19
6. Photograph (Joe Elliott, Pete Willis, Steve Clark, Rick Savage, Robert Lange)
7. Pour Some Sugar on Me (Joe Elliott, Phil Collen, Steve Clark, Rick Savage, Robert Lange) – 5:05
8. Rock of Ages (Joe Elliott, Steve Clark, Pete Willis, Robert Lange) – 6:11
9. Let's Get Rocked (Joe Elliott, Phil Collen, RicK Savage, Robert Lange) – 6:11
10. Action (Andy Scott, Brian Connolly, Steve Priest, Mick Tucker) – 4:01
11. Bad Actress (Joe Elliott) – 3:31
12. Undefeated (Joe Elliott) – 4:40 (Estudio)
13. Kings of the World (Rick Savage) – 6:12 (Estudio)
14. It's All About Believin'  (Phil Collen, Vanston) – 4:22 (Estudio)